# Подсластители

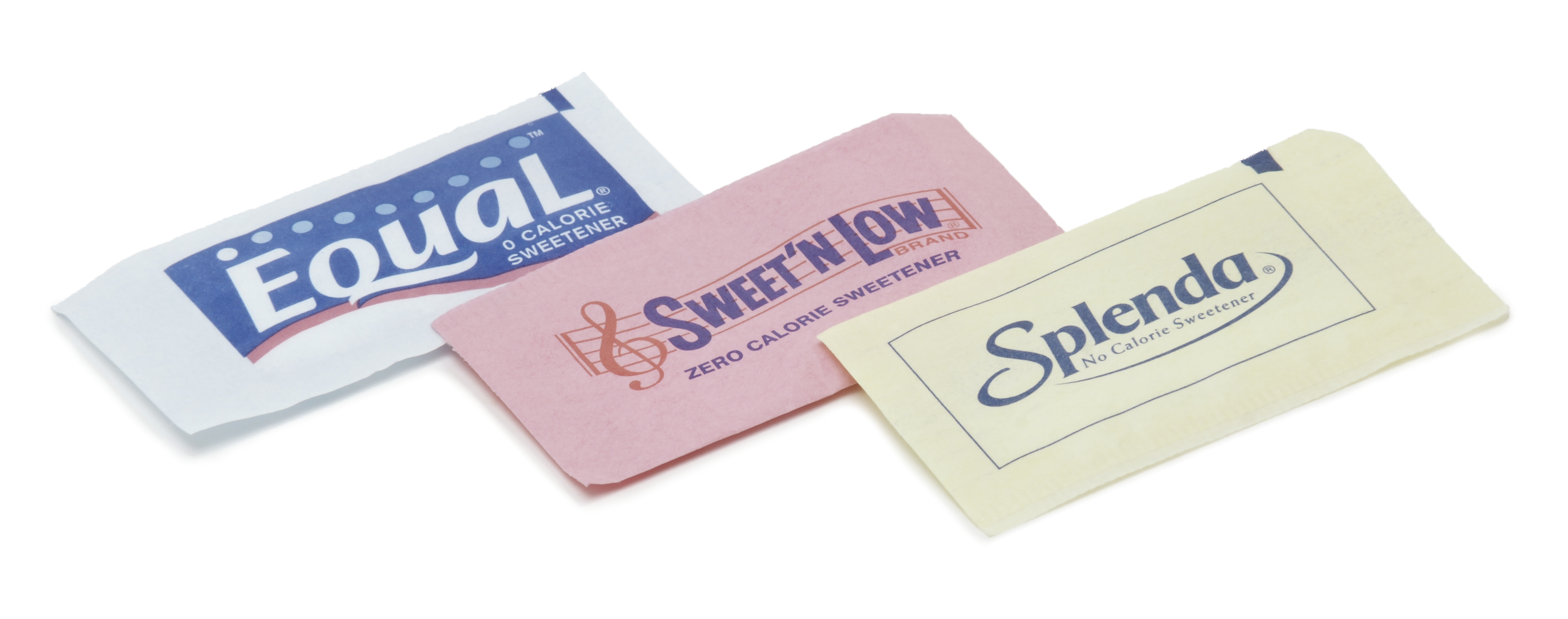
Три искусственных подсластителя: Equal (аспартам), Sweet’N Low (сахарин) и Splenda (сукралоза) в США.

Подсласти́тели — добавки, используемые для придания сладкого вкуса. Широко используются для подслащивания пищевых продуктов, напитков, лекарственных средств и средств по уходу за полостью рта (зубные пасты и гели, ополаскиватели, средства для очистки зубных протезов и т. д.).
Для оценки сладости подсластителей используются оценки группы экспертов, поэтому часто эти оценки сильно различаются. Сравнение чаще всего производится с 2 %-, 5 %- или 10%-м раствором сахарозы. Концентрация раствора сравнения также оказывает существенное влияние на оценку сладости, так как зависимость сладости от концентрации исследуемого вещества нелинейная. В качестве единиц сладости указывается отношение концентрации сахарозы в растворе сравнения к концентрации определяемого вещества имеющих, по мнению экспертов, такую же степень сладости. В англоязычной литературе единицей сладости иногда указывается значение Sweetness Equivalent to Sucrose (SES) (с англ. — «сладость, эквивалентная сахарозе»). Следует также обращать внимание, какие единицы измерения концентраций используются для определения сладости. Так, относительная сладость, выраженная через массу или количество вещества, для одного и того же соединения будет иметь разные значения. Особенно велико это различие для подсластителей, имеющих относительно высокую молярную массу. Например, для тауматина (смесь белков-изомеров) относительная сладость, рассчитанная по массе, равняется 1600—2000, а по количеству вещества — около 100 000.

## История

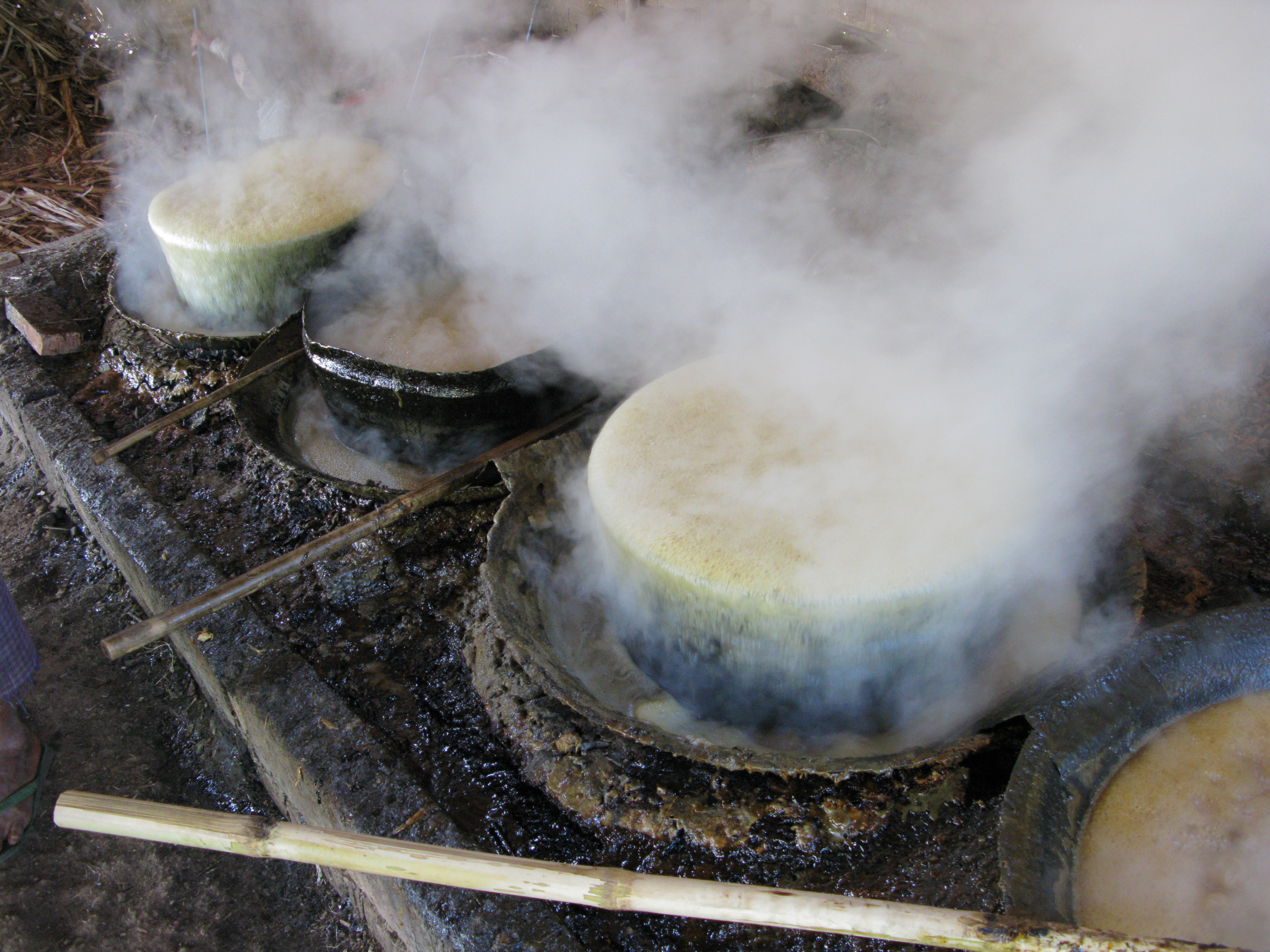
Упаривание сока сахарного тростника — наиболее древний способ получения натурального подсластителя (неочищенный сахар), до сих пор применяемый в народной кулинарии Индии, Мьянмы и других стран Юго-Восточной Азии

Поиск и применение человеком сладких на вкус веществ происходил ещё с доисторических времён. Так, самыми ранними известными подсластителями были продукты естественного происхождения — фрукты и их соки (в том числе упаренные) и мёд. Упоминание мёда как о сладком ингредиенте встречаются, например, в Ветхом Завете, хотя в разных еврейских источниках это же слово может выступать в нескольких отличающихся друг от друга значениях: сладости вообще, сладость плодов, финики или финиковый сироп, пчелиный мёд.
Первой культурой, которую люди стали возделывать именно с целью извлечения подсластителя, был сахарный тростник, впервые одомашненный на территории Новой Гвинеи около 9000—8000 годах до н. э., после чего знания об этом растении распространились на север в Азию, и особенно в Индию. В то же время полинезийцы распространяли сахарный тростник в противоположном направлении, с острова на остров через Тихий океан, пока он не был завезён на Гавайи около 1100 года н. э. Информация о сахарном тростнике, или «медовом тростнике», как его называли, распространялась по мере расширения человеческих знаний и их обмена между различными цивилизациями и культурами. Сахарный тростник впервые выращивали как полевую культуру на севере Индии, где из него извлекали сок и перерабатывали в различные грубые твёрдые формы. Ранние методы обработки включали в себя измельчение сырой массы тростника для извлечения сока, после чего следовало кипячение сока до получения твёрдых богатых сахаром продуктов, напоминающих по текстуре гравий. Считается, что общие представление о сахаре как о подсластителе распространились по всей Индии уже к 500 году до н. э., и именно в Индии (примерно с 1000 по 500 г. до н. э.) были произведены первые письменные упоминания о сахаре в индуистских текстах.
Для западных цивилизаций первые задокументированные упоминания о мёде и сахаре как о различных видах подсластителях восходят к текстам, записанным военачальниками Александра Македонского после Индийского похода в 327 году до н. э. Так, в них сообщается, что «в Индии, как говорят, есть тростник, который даёт мёд без помощи пчёл, а также что он даёт опьяняющий напиток, хотя растение не приносит плодов».
Однако на протяжении ещё многих столетий выделяемый из различных источников сахар был дорогой роскошью, до тех пор, пока культура сахарного тростника не стала интенсивно возделываться и распространяться в Бразилии и Вест-Индии (XVI век), где сахар стал основным источником для производства рома. В 1747 году Маргграф обнаружил кристаллы сахарозы в соке красной свёклы, в связи с чем предложил данное растение в качестве коммерческого источника сахара.
Распространение в Европе индустрии свекловичного сахара в XIX веке, кроме того, способствовали наполеоновские войны. Начиная с 1811 года наполеоновская Франция была отрезана от поставок сахара Великобританией, а с 1813 года Франция, отрезанная от импорта карибского тростникового сахара британской блокадой, запретила импорт сахара. В связи с этим император инициировал переход рынка на свекловичный сахар, а также поощрял разработки альтернативных подсластителей, учредив для этого солидную по тем временам премию. В результате разработок альтернативных подсластителей было, к примеру, обнаружено, что картофельный крахмал хорошо гидролизуется сильными кислотами (например, серной кислотой) с образованием сладкого на вкус сиропа. Для его промышленного производства было построено несколько фабрик, которые, однако были быстро закрыты в связи со снятием экономической блокады Франции по окончании войны. С другой стороны на территории некоторых штатов в Северной Америке в небольших масштабах также производили подсластители на основе гидролизата крахмала. Первоначально основным исходным сырьём служил картофельный крахмал, однако в 1866 году, уже после Гражданской войны между Севером и Югом, он был заменён кукурузным в виду экономической целесообразности. И кукурузный сахар, и кукурузный сироп нашли множество применений, особенно в кондитерских изделиях. Индустрия подсластителей на основе крахмала продолжала использовать минеральные кислоты для гидролиза вплоть до 1960-х годов, пока не были предложены промышленные методы выделения и очистки фермента амилазы, которая вырабатывается несколькими видами грибков рода Aspergillus и достаточно эффективно катализирует гидролиз крахмала.
Однако к 1880 году более 50 % производимого в мире сахара производилось из сахарной свёклы. Во время промышленной революции XIX века сахар стал играть важную роль в обеспечении рациона рабочих. Сама революция также принесла крупные технические инновации в отрасли производства сахара из сахарного тростника и сахарной свёклы; некоторые из этих решений широко используются и по сей день. В частности, освоение паровой энергии, изобретение вакуумных аппаратов и центрифуг позволило производить высокоочищенный (белый) сахар однородного качества в больших количествах. Это также сделало процесс производства менее трудоёмким.

### Замена сахара на альтернативные подсластители
К началу XX века тростниковый или свекловичный сахар был практически единственным доступным подсластителем в мире. Кукурузный сироп, менее сладкий, чем тростниковый сахар, получил распространение лишь в тех странах, где сахар был менее доступен. Только в 1957 году был разработан кукурузный сироп с высоким содержанием фруктозы, подсластитель, ферментативно получаемый из кукурузного крахмала. Это произошло благодаря открытию фермента глюкозоизомеразы, который может инвертировать глюкозу во фруктозу. Кукурузный сироп с повышенным содержанием фруктозы быстро ввели во многие обработанные пищевые продукты в 1970-х годах, и основное его применение нашлось в безалкогольных напитках.
В 1972-1980 гг. в СССР специалистами института ботаники АН Узбекской ССР и всесоюзного агропромышленного объединения "Союзлакрица" проводились работы по выращиванию растения Gypsóphila paniculáta (одного из разновидностей перекати-поле, длительное время использовавшегося населением Средней Азии для изготовления традиционных восточных сладостей). На склонах Кугитанг-Тау было создано опытное хозяйство, отработана технология выращивания и в 1980 году - получен первый урожай. Эксперимент был признан успешным, было отмечено, что корни растения после переработки могут использоваться для замены сахара в пищевой промышленности.
В первой половине 1980х годов группа мексиканских специалистов под руководством Сезара Компадре занималась изучением трактата "Естественная история Новой Испании", написанного в 1570-1576 гг. испанским врачом Франсиско Эрнандесом, который при перечислении растений Центральной Америки и их свойств описал растение под названием "сахарная трава". Образцы этой травы были найдены на территории Мексики и проанализированы, и из их листьев и цветов удалось получить маслянистую сладкую жидкость. В честь первооткрывателя травы при объявлении научного открытия в 1985 году сладкое вещество назвали эрнандульцин.

### Бескалорийные подсластители

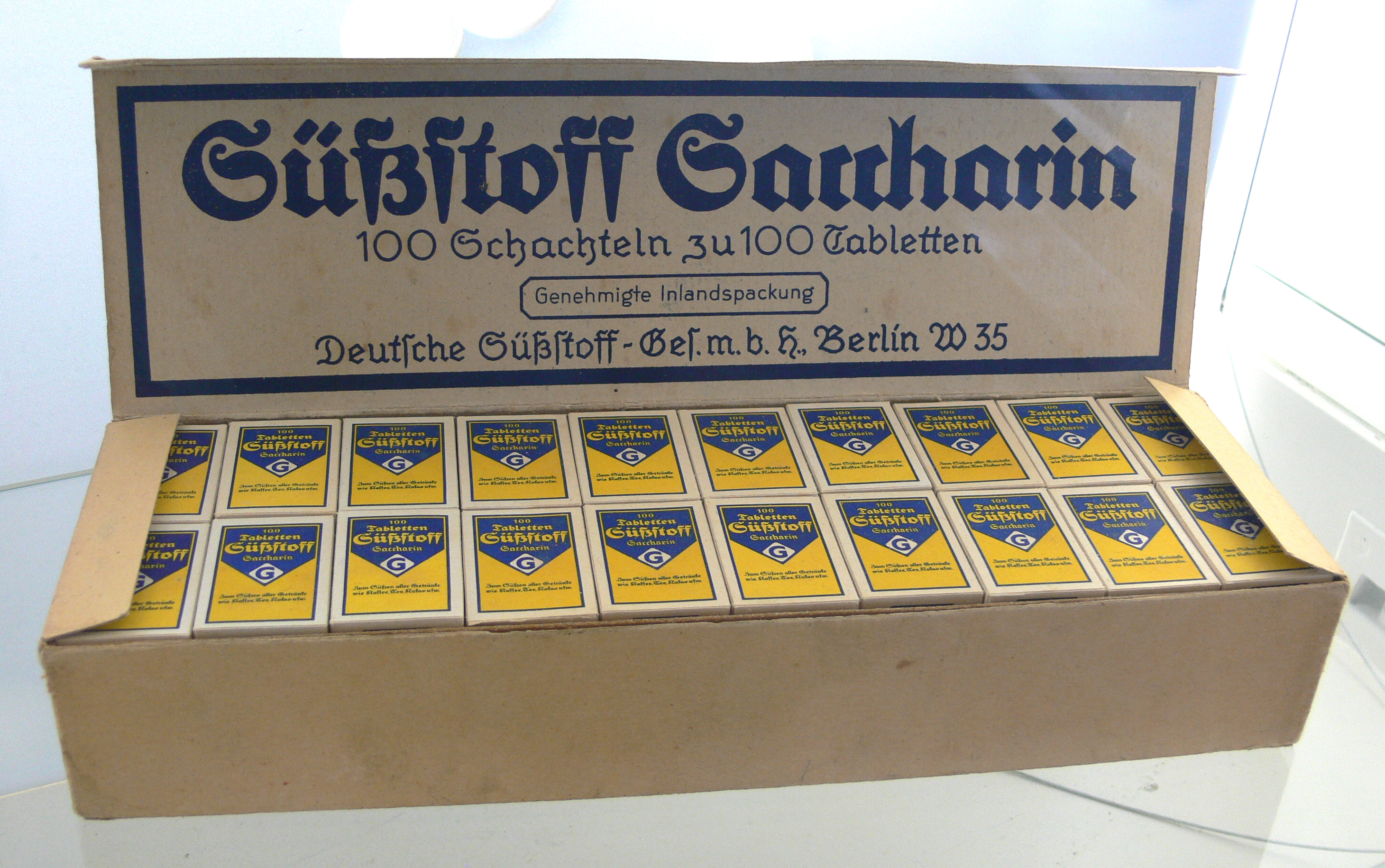
Одни из первых коммерческих упаковок сахарина в форме таблеток для подслащивания напитков; Музей сахара, Берлин

Случайное открытие сладкого вкуса у сахарина в 1879 году положило начало эпохе бескалорийных подсластителей. Так, он был впервые обнаружен химиком Константином Фальбергом в 1879 году, и это открытие было непреднамеренным: работая с производными каменноугольной смолы в надежде открыть новый пищевой консервант, он, как сообщается, «облизнул пальцы, и обнаружил их поразительно сладкими». Это открытие побудило его начать собственные эксперименты, без участия профессора Айра Ремсена из Университета Джонса Хопкинса, в чьей лаборатории проводились первоначальные эксперименты. К 1885 году Фальберг провёл в Лондоне дегустационные демонстрации нового подсластителя, который он назвал сахарином, а в 1893 году он дебютировал со своим продуктом на Всемирной выставке в Колумбии, а затем и в Чикаго. По его воспоминаниям, десять лет спустя большинство американцев были удивлены, узнав, что сахарин, некалорийный подсластитель, намного более дешёвый, чем сахар, был добавлен в газированные напитки без их ведома или согласия. Это произошло потому, что Фальберг направил свои маркетинговые усилия на производителей напитков, которые могли оценить его низкую стоимость по сравнению с импортным сахаром. Эта рекламная тактика привела к тому, что сахарин стал ассоциироваться с другими «фальсификаторами», помеченными Управлением по контролю за продуктами питания и лекарствами (FDA) как потенциально вредные и опасные. Немалую роль в этом сыграли и производители газированных напитков, использующие сахар, популяризируя выводы FDA. Так, в 1906 году реклама New York Bottling Company в The New York Times рекламировала имбирный эль как «всегда чистый, сделанный исключительно из тростникового сахара, без каких-либо консервантов, без анилиновых красителей или сахарина». В течение последующих 5 лет большое количество производителей газированных напитков использовали аналогичные рекламные стратегии. К 1930 году, несмотря на массовое использование во время Первой мировой войны, когда сахар был в дефиците, сахарин считался неполноценным заменителем, символом корпоративной жадности и продуктом, подходящим только для диабетиков. Его продажи в отделе лекарств только укрепили такую репутацию.
Между 1945 и началом 1950-х годов плохая репутация у продуктов на основе сахарина постепенно начала снижаться. Вероятно, это было связано с ограничениями на продажу сахара во время войны, которые американцы испытали в форме нормирования сахара, что побуждало людей экспериментировать с альтернативными подсластителями. Сахарин и недавно обнаруженные цикламаты были доступны тогда, когда сахар был малодоступен. Кроме того, немалую роль в этом сыграла мода на худое тело, особенно среди женщин, которая стала популярной ещё в 1930-х годах и достигла пика в 1950-х годах. Эти два фактора в совокупности сделали сахарин и цикламаты особенно привлекательными в качестве замены калорийному сахару. Они существенно подслащивали продукты без повышения энергетической ценности, тем самым помогая женщинам (основным потребителям) поддерживать низкое потребление калорий и при этом испытывать и обеспечивать удовольствие от сладости в пище. В то же время они были легко доступны в супермаркетах и аптеках во времена нормирования сахара и в последующие годы.
Также существует мнение, что культурные явления также сыграли достаточную роль в популяризации применения искусственных подсластителей в продуктах питания. Популярные кулинарные книги того времени предоставляют важные доказательства того, что применение искусственных подсластителей позволяет «бросить вызов „экспертным“ знаниям». Так, в книге «Хватит сидеть на диете! Начните терять!», опубликованной в 1956 году, женщинам советовали, что «прежде чем они смогут использовать искусственный подсластитель, им придётся сначала отказаться от инструкций, чётко напечатанных на упаковках сахарина и цикламатов». В другой популярной в то время книге, написанной известной кулинарной писательницей Поппи Кэннон, иллюстрируется вариативность использования искусственных подсластителей в разных рецептах. Кулинарные книги, в основном адресованные женщинам и иногда спонсируемые фармацевтической промышленностью, стремящейся расширять свой рынок подсластителей, подчёркивают важность экспериментов для тех, кто будет успешно использовать подсластители.
В начале 1977 года руководство FDA объявило, что оно «уберёт сахарин с рынка в США» в связи с тем, что были проведены исследования, в которых якобы установлена взаимосвязь употребления сахарина с развитием рака мочевого пузыря у лабораторных крыс. Попытка запрета не увенчалась успехом из-за общественного противодействия, которое поощрялось рекламой отрасли, и вместо запрета Законом об исследовании и маркировке сахарина 1977 года была предписана следующая пометка на продуктах питания с добавлением сахарина: «Использование этого продукта может быть опасным для вашего здоровья. Этот продукт содержит сахарин, который, как было установлено, вызывает рак у лабораторных животных».

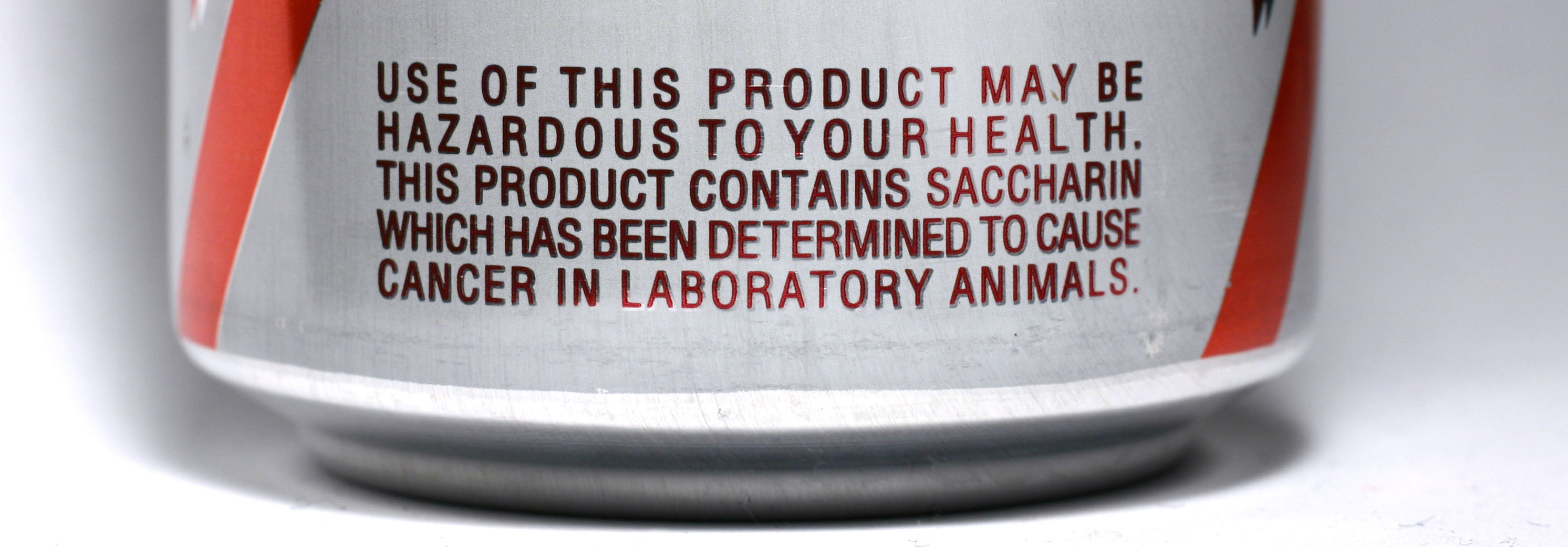
До 2000 года в США на таре с напитками, содержащих сахарин, должна была наноситься предупреждающая метка о возможном вреде здоровью

Цикламаты также были запрещены к продаже в 1969 году по схожим причинам: в больших количествах, как показали исследования, он может вызывать рак у лабораторных животных. Тем не менее, лаборатория, проводившая исследования (Abbott Laboratories), позже заявила, что её собственные исследования не смогли воспроизвести результаты исследования 1969 года, и в 1973 году её представители обратилась в FDA с просьбой отменить запрет на использование цикламата натрия. Эта петиция была в конечном итоге отклонена в 1980 году комиссаром FDA Джером Гояном. Abbott Laboratories подала вторую петицию в 1982 году. Хотя FDA признало, что обзор всех имеющихся доказательств не предполагает наличия канцерогенных свойств у цикламатов для мышей или крыс, цикламат по-прежнему запрещён в пищевых продуктах в некоторых штатах США.
В 2000 году более детальное токсикологическое исследование сахарина показало, что лабораторные крысы реагируют на сахарин иначе, чем люди. В отличие от людей, грызуны имеют уникальное сочетание высокого рН, высокого содержания фосфата кальция и высокого уровня белка в моче. Один или несколько белков, более распространённых у самцов крыс, соединяются с фосфатом кальция и сахарином, образуя микрокристаллы, которые повреждают слизистую оболочку мочевого пузыря. Со временем мочевой пузырь крысы реагирует на это повреждение перепроизводством клеток для восстановления повреждения, что приводит к образованию опухоли. Поскольку этого не происходит у людей, повышенного риска развития рака мочевого пузыря у людей при адекватных уровнях потребления нет. В том же 2000 году Национальная токсикологическая программа[англ.] Министерства здравоохранения и социальных служб США исключила сахарин из списка канцерогенов, и требование о предупреждающей этикетке для продуктов, содержащих сахарин, было отменено. В 2001 году FDA объявило сахарин безопасным для употребления, а Агентство по охране окружающей среды (EPA) официально исключило сахарин и его соли из своего списка опасных компонентов и коммерческих химических продуктов и заявило, что сахарин «больше не считается потенциальной опасностью для здоровья человека».
Тем не менее, опасения со стороны потребителей по поводу искусственных подсластителей, таких как аспартам, сахарин, ацесульфам калия, цикламаты и сукралоза, всё ещё имеют место. Кроме того, хотя и по сравнению с сахаром, для придания той же сладости требуется очень небольшие количества искусственных подсластителей, однако они не могут заменить сахар во многих рецептах и продуктах питания, поскольку не заменяют другие функции сахарозы (например, вязкость, консервирующее действие, текстурообразование и т. д.). Хотя искусственные подсластители могут быть полезны для контроля веса и диабета, иногда они могут оставлять нежелательный привкус.

## Натуральные подсластители
Натуральные подсластители, помимо собственно сахара и близких к нему продуктов (сахарный сироп, мёд, патока и т.п.), именуются сахарозаменителями и в основном представлены многоатомными спиртами (полиолами), такими как сорбит, маннит и эритрит, которые являются подслащивающими и влагоудерживающими компонентами, используемыми в производстве пищевых продуктов и напитков. Как заменители сахара, они низкокалорийные (примерно в 1,5—2 раза по сравнению с сахаром), чрезвычайно медленно преобразуются в глюкозу и не повышают уровень глюкозы в крови или повышают его несущественно. Полиолы выделяются в основном из природного сырья или синтезируются из наиболее удобных с точки зрения синтеза предшественников, хотя могут встречаться и в природе.
Кроме того, некоторые натуральные подсластители являются белками, аминокислотами и гликозидами.
Некоторые натуральные подсластители белковой природы имеют пищевую ценность, однако из-за их высокой относительной сладости обычно её не определяют, поскольку типичные дозировки этих подсластителей составляют десятки (и редко сотни) миллиграмм на килограмм пищевой продукции.
Ниже представлен список некоторых натуральных подсластителей с указанием их относительной сладости, относительной пищевой ценности. Стандартом для сравнения является сахароза, а относительная сладость равна отношению массовых концентраций сахарозы и подсластителя в растворах с эквивалентной сладостью.
| Название подсластителя            | Группа соединений          | Относительная сладость         | Относительная пищевая ценность | Код по классификации пищевых добавок | Примечание |
| --------------------------------- | -------------------------- | ------------------------------ | ------------------------------ | ------------------------------------ | --- |
| Браззеин                          | белок                      | 500—2000                       | не определена                  | не присвоен                          | Выделяется из плодов растения Pentadiplandra brazzeana |
| Гидрированный гидролизат крахмала | смесь многоатомных спиртов | 0,4—0,9                        | 0,5—1,2                        | не присвоен                          | Является продуктом гидрирования моносахаридов, получаемых в результате кислотного или ферментативного гидролиза крахмала |
| Глицерин                          | многоатомный спирт         | 0,6                            | 0,55                           | E422                                 | В основном получают из продуктов гидролиза жиров |
| Глицирризин                       | гликозид                   | 50                             | не определена                  | E958                                 | Выделяется из корней лакрицы |
| Глюкоза                           | моносахарид                | 0,75                           | 0,97                           | не присвоен                          | Выделяется в основном путём очистки гидролизата крахмала или высокоселективным ферментативным гидролизом крахмала |
| Изомальтит                        | многоатомный спирт         | 0,45—0,65                      | 0,5                            | E953                                 | Является продуктом изомеризации и гидрирования сахарозы |
| Ксилит                            | многоатомный спирт         | 0,80—1,00                      | 0,64                           | E967                                 | Является продуктом гидрирования ксилозы, выделяемой в основном из богатого ксиланом сырья — древесная масса берёзы обыкновенной, скорлупа миндаля, солома, кукурузные початки, овсяная шелуха, а также побочные продукты производства целлюлозы |
| Куркулин                          | белок                      | 550                            | не определена                  | не присвоен                          | Выделяется из плодов растения Curculigo latifolia |
| Лактитол                          | многоатомный спирт         | 0,4                            | 0,8                            | E966                                 | Является продуктом гидрирования лактозы |
| Мабинлин                          | белок                      | 100                            | не определена                  | не присвоен                          | Выделяется из семян растения Capparis masaikai |
| Мальтит                           | многоатомный спирт         | 0,9                            | 1,7                            | E965                                 | Является продуктом гидрирования мальтозы |
| Маннит                            | многоатомный спирт         | 0,5                            | 1,2                            | E421                                 | Является продуктом гидрирования маннозы |
| Миракулин                         | белок                      | не определена (см. примечание) | не определена                  | не присвоен                          | Выделяется из плодов растения Synsepalum dulcificum; не является сладким сам по себе, но воздействует на вкусовые рецепторы так, что кислый вкус временно ощущается как сладкий |
| Монеллин                          | белок                      | 3000                           | не определена                  | не присвоен                          | Выделятся из плодов растения Dioscoreophyllum cumminsii |
| Осладин                           | гликозид                   | 500                            | не определена                  | не присвоен                          | Выделяется из корневищ растения Polypodium vulgare (Многоножка обыкновенная) |
| Пентадин                          | белок                      | 500                            | не определена                  | не присвоен                          | Выделяется из плодов растения Pentadiplandra brazzeana |
| Псикоза (Аллулоза)                | моносахарид                | 0,7                            | 0,1                            | не присвоен                          | Представляет собой эпимер фруктозы; впервые найдена в недозрелых зерновках пшеницы, однако присутствует в небольших количествах и в других растениях; в настоящее время производится в основном ферментативной изомеризацией из фруктозы |
| Сорбит                            | многоатомный спирт         | 0,6                            | 0,85                           | E420                                 | Является продуктом гидрирования глюкозы |
| Стевиозид                         | гликозид                   | 200—300                        | не определена                  | E960                                 | Выделяется из корневищ нескольких видов растений рода Стевия |
| Тагатоза                          | моносахарид                | 0,92                           | 0,38                           | не присвоен                          | Является продуктом изомеризации и гидрирования лактозы |
| Тауматин                          | белок                      | 2000                           | не определена                  | E957                                 | Выделяется из плодов растения Thaumatococcus daniellii |
| Трегалоза (Микоза)                | дисахарид                  | 0,15—0,45                      | 0,9                            | не присвоен                          | Структурный изомер мальтозы; впервые была найдена в биомассе спорыньи, которая использует её в качестве криопротектора, но позже была найдена в небольших количествах во многих видах высших растений, беспозвоночных животных и во многих штаммах микроорганизмов, использующих данный дисахарид аналогичным образом; в настоящее время производится в основном ферментативной изомеризацией из мальтозы или крахмала |
| Триптофан (D-изомер)              | аминокислота               | 35                             | не определена                  | не присвоен                          | Образуется в результате искусственного синтеза |
| Филодульцин                       | производное изокумарина    | 200—300                        | не определена                  | не присвоен                          | Выделяется из зелёной массы листьев Hydrangea macrophylla |
| Фруктоза                          | моносахарид                | 1,7                            | 1,00                           | не присвоен                          | Получается гидролизом крахмала или сахарозы с последующей изомеризацией глюкозы во фруктозу, либо селективным ферментативным гидролизом инулина |
| Целлобиоза                        | дисахарид                  | 0,2                            | 0,5                            | не присвоен                          | Структурный изомер мальтозы; выделяется путём неполного гидролиза целлюлозы, либо ферментативной изомеризацией из мальтозы; чаще всего в качестве исходного сырья выступает хлопковая целлюлоза или (в случае получения путём изомеризации) очищенная мальтоза |
| Эрнандульцин                      | сесквитерпеноид            | 1800                           | не определена                  | не присвоен                          | Выделяется из плодов растения Lippia dulcis; имеет горьковатое послевкусие |
| Эритрит                           | многоатомный спирт         | 0,6—0,7                        | менее 0,01                     | не присвоен                          | Является продуктом гидрирования эритрозы; практически не метаболизируется, в связи с чем практически не имеет энергетической ценности |

## Искусственные подсластители
Искусственные подсластители — вещества, молекулы которых действуют на вкусовые рецепторы, аналогично углеводам. Отличаются от естественных тем, что не встречаются в природе и имеют либо нулевую калорийность, либо близкую к нулю, а потому позиционируются на рынке пищевых добавок как «некалорийные». Зачастую искусственные подсластители слаще сахара и его заменителей во много раз.
Практически все искусственные подсластители не повышают уровень глюкозы в крови, так как ни они сами, ни их метаболиты, не могут вовлекаться в углеводный обмен. Некоторые подсластители, особенно модифицированные пептиды, могут иметь энергетическую ценность, однако из-за их высокой относительной сладости обычно её не учитывают, поскольку типичные дозировки этих подсластителей составляют десятки (и редко сотни) миллиграмм на килограмм пищевой продукции.
Ниже представлен список некоторых искусственных подсластителей с указанием их относительной сладости. Стандартом для сравнения является сахароза, а относительная сладость равна отношению массовых концентраций сахарозы и подсластителя в растворах с эквивалентной сладостью.
| Название подсластителя      | Группа соединений                    | Относительная сладость | Код по классификации пищевых добавок | Примечание |
| --------------------------- | ------------------------------------ | ---------------------- | ------------------------------------ | --- |
| 5-нитро-2-пропоксианилин    | нитропроизводное анилина             | 4000                   | не присвоен                          | Твёрдое малорастворимое в воде соединение, стабильное в кипящей воде и разбавленных кислотах; некоторое время использовался в качестве искусственного подсластителя в США, но был запрещён FDA из-за его возможной токсичности |
| Адвантам                    | модифицированный дипептид            | 20 000                 | E969                                 | Представляет собой модифицированный метиловый эфир дипептида L-аспартил-L-фенилаланина |
| Алитам                      | модифицированный дипептид            | 2000                   | E956                                 | Представляет собой дипептид (L-аспартил-D-аланин); в отличие от аспартама, не содержит фенилаланина и потому может использоваться людьми с фенилкетонурией |
| Аспартам                    | метиловый эфир дипептида             | 180—200                | E951                                 | Представляет собой метиловый эфир дипептида L-аспартил-L-фенилаланина; является одной из наиболее изученных пищевых добавок в целом, и искусственных подсластителей в частности; разрешён в качестве пищевой добавки в большинстве стран мира |
| Ацесульфам калия            | оксатиазинон-диоксид (калиевая соль) | 200                    | E950                                 | Представляет собой белый кристаллический порошок, легко растворимый в воде; имеет слегка горьковатое послевкусие, особенно в высоких концентрациях, поэтому для маскировки послевкусия подсластителя его часто смешивают с другими подсластителями (обычно сукралозой или аспартамом) |
| Дульцин (сукрол)            | (4-этоксифенил)мочевина              | 250                    | не присвоен                          | Представляет собой продукт синтеза этилового эфира фенола и мочевины; обладает преимуществом перед сахарином в том, что не имеет горького послевкусия, однако в настоящее время запрещён в качестве подсластителя из-за возможной токсичности, и на сегодняшний день не используется в данном качестве |
| Неогесперидин дигидрохалкон | производное неогеспередина           | 1500—1800              | E959                                 | Получается в результате модификации неогесперидина, выделяемого из кожуры плодов некоторых цитрусовых; соединение отличается сильным синергетическим эффектом при использовании его в сочетании с другими искусственными подсластителями; разрешён FDA и Европейским агентством по безопасности продуктов питания (EFSA) |
| Неотам                      | модифицированный дипептид            | 7000—13 000            | E961                                 | Представляет собой метиловый эфир дипептида L-аспартил-L-фенилаланина, модифицированный неогексиловой функциональной группой, поэтому данное соединение структурно схоже с аспартамом; имеет чистый сладкий вкус, подобный сахарозе, также он, в отличие от аспартама, может применяться при изготовлении выпечки и при варке, поскольку является достаточно термостабильным |
| Сахарин                     | имид 2-сульфобензойной кислоты       | 200—700                | E954                                 | Получается в результате синтеза из производных, содержащихся в каменноугольной смоле; при высоком содержании имеет горький «металлический» привкус, поэтому чаще всего используют смеси сахарина с другими подсластителями для компенсации недостатков каждого подсластителя; в настоящее время применение сахарина в качестве подсластителя одобрено Объединённым экспертным комитетом ФАО/ВОЗ по пищевым добавкам (JECFA), а также пищевыми агентствами в более чем в 90 странах (в том числе и в России) |
| Сукралоза                   | хлорпроизводное сахарозы             | 600                    | E955                                 | Представляет собой производное сахарозы, в котором путём селективного многоступенчатого хлорирования заменяются три специфические гидроксильные группы атомами хлора; признана безопасной пищевой добавкой и подсластителем множеством регулирующих органов по безопасности продуктов питания во всём мире, включая FDA, JECFA и EFSA |
| Цикламат натрия             | натриевая соль цикламиновой кислоты  | 30—50                  | E952                                 | Представляет собой натриевую соль цикламовой кислоты, которая синтезируется в результате реакции циклогексиламина с аминосульфоновой кислотой или триоксидом серы; одобрен в качестве подсластителя более чем в 130 странах мира (в том числе и в России) |

## Другие вещества, обладающие сладким вкусом
Известны многие соединения, обладающие сладким вкусом, но многие из них не могут применяться в качестве подсластителей по различным причинам. Наибольшей сладостью обладают производные гуанидинуксусной кислоты — в 200 000—250 000 раз слаще сахарозы. В настоящий момент они используется для изучения рецептора сладкого вкуса.
Список некоторых сладких веществ, никогда не применявшихся и/или не применяемых в настоящее время в качестве подсластителей:
1. Раффиноза — углевод, имеет сладость всего 0,01 от сладости сахарозы.
2. Пропиловый эфир α-L-аспарагил-L-фенилаланина — пептид, имеет сладость равную сахарозе.
3. 4-Хлор-4-дезоксисахароза — галогенированый углевод, в 5 раз слаще сахара.
4. Перилартин — альдегид, в 12 раз слаще сахарозы.
5. Дигидрокверцетина 3-О-ацетат — флаваноид, в 80 раз слаще сахарозы.
6. 2-Амино-4-нитрофенол — в 100 раз слаще сахарозы.
7. 2-(4-метоксибензоил)бензоат натрия — в 150 раз слаще сахарозы.
8. Баюнозид — в 250 раз слаще сахарозы.
9. Суосан — производное мочевины, в 350 раз слаще сахарозы.
10. 2-Бром-5-нитроанилин — в 750 раз слаще сахарозы.
11. D-6-Хлортриптофан — в 1000 раз слаще сахарозы.
12. Перилальдоксим — в 2000 раз слаще сахарозы.
13. 4-Цианоанилид N-трифторацетил-α-L-аспарагиновой кислоты — в 3000 раз слаще сахарозы.
14. Метил-фенхиловый эфир α-L-аспартил-L-аминомалоновой кислоты — в 22 200—33 200 раз слаще сахарозы.
15. 1-Метоксикарбонил-2-фенилэтиламид N-(3-(4-Метокси-3-гидроксифенил)-3,3-диметилпропил)аспарагиновой кислоты — в 50 000 раз слаще сахарозы.
16. N-(4-Нитрофенилтиокарбамоил)-L-фенилаланин — в 55 000 раз слаще сахарозы.
17. N-(N-Циклооктиламино(3-хлор-4-цианофенилимино)метил)-2-аминоуксусная кислота — в 100 000 раз слаще сахарозы.
18. N-(N-Циклооктиламино(4-цианофенилимино)метил)-2-аминоуксусная кислота — в 170 000 раз слаще сахарозы.
19. N-(N-Циклонониламино(4-цианофенилимино)метил)-2-аминоуксусная кислота — в 200 000 раз слаще сахарозы.
20. N-((2,3-Метилендиоксифенилметиламино)-(4-цианофенилимино)метил)аминоуксусная кислота — 205 000 раз слаще сахарозы.

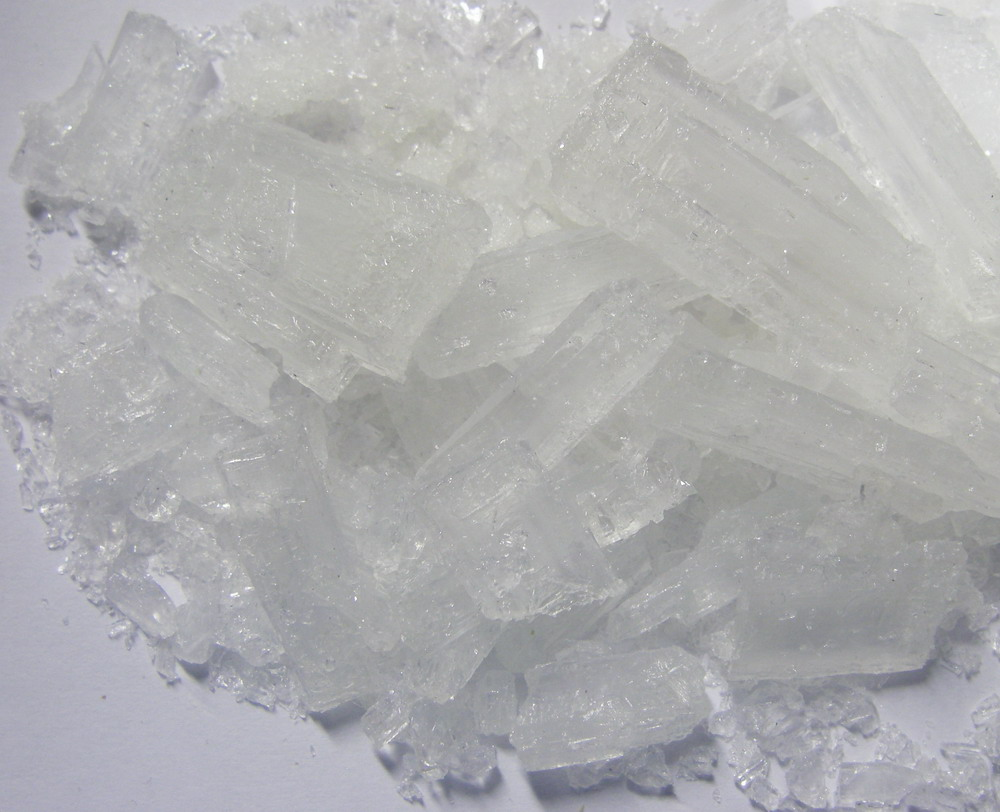
Тригидрат ацетата свинца(II) по текстуре и вкусу близок к сахару; употребление его даже в небольших количествах, однако, приводит к весьма тяжёлым последствиям отравления свинцом

### Токсичные соединения
С древнейших времён было известно свойство некоторых органических соединений свинца придавать сладковатый привкус водным растворам. Так, ацетат свинца(II) даже носил название «свинцовый сахар». Более того, вина в древней Греции иногда специально хранили в свинцовой посуде, чтобы придать им более приятный вкус. Соли свинца очень токсичны, что приводило гурманов к кажущимся странными отравлениям. Тем не менее «свинцовый сахар» эпизодически использовался для подслащивания пищевых продуктов даже в XIX веке, в частности — в деятельности безграмотных фальсификаторов пищевых продуктов.
Аналогичными свойствами обладают и другие соединения, например, растворимые соли бериллия, такие, как нитрат или ацетат. Для последнего предлагалось химическое название «глиций» (от греч. γλυκύς — сладкий). Однако данные соединения ещё более токсичны, чем соли свинца, и, в отличие от «свинцового сахара», никогда не применялись в качестве подсластителя.
Сладким вкусом обладает также водный раствор этиленгликоля, хлороформ, 2-амино-4-нитрофенол и многие другие высокотоксичные соединения.

## Использование
Естественные и искусственные подсластители используются вместо сахара по ряду причин, в том числе:

### Стоматологическая помощь
- Уход за зубами — углеводы и сахара обычно прилипают к зубной эмали, где бактерии питаются ими и быстро размножаются[53]. Бактерии превращают сахар в кислоты, которые разрушают зубы. Заменители сахара, как натуральные, так и искусственные (за исключением фруктозы), не разрушают зубы, так как они не ферментируются микрофлорой зубного налёта. Подсластителем, который может принести пользу здоровью зубов, является ксилит, который, как правило, предотвращает прилипание бактерий к поверхности зуба, тем самым предотвращая образование зубного налёта и, в конечном счете, разрушение. Несмотря на это, были найдены только низкокачественные доказательства того, что ксилит в различных стоматологических продуктах действительно имеет какое-либо преимущество в предотвращении разрушения зубов у взрослых и детей[53].

### Метаболизм глюкозы
- Сахарный диабет — люди с диабетом испытывают трудности с регулированием уровня сахара в крови и должны ограничить потребление сахара. Многие искусственные подсластители позволяют получать сладкий вкус без повышения уровня глюкозы в крови. Натуральные подсластители действительно выделяют энергию, но метаболизируются медленнее, предотвращая резкие скачки уровня глюкозы в крови. В последнее время подсластители вызывает озабоченность, что чрезмерное потребление продуктов питания и напитков, которые стали более привлекательными с помощью заменителей сахара, может увеличить риск развития диабета[54]. Систематический обзор 2014 года показал, что потребление 330 мл/день (количество, немного меньшее, чем стандартный размер банки в США) искусственно подслащённых напитков приводит к увеличению риска развития диабета 2 типа[55]. Метаанализ многочисленных клинических исследований 2015 года показал, что привычное употребление подслащённых сахаром напитков и искусственно подслащённых напитков и фруктовых соков повышало риск развития диабета, хотя и с противоречивыми результатами и в целом низким качеством доказательств[54]. Обзор 2016 года описал взаимосвязь между риском развития диабета и непитательными подсластителями как неубедительную[55].
- Гипогликемия — люди с гипогликемией будут вырабатывать избыток инсулина после быстрого всасывания глюкозы в кровоток. Это приводит к тому, что уровень глюкозы в их крови падает ниже уровня, необходимого для нормальной работы организма и мозга. В результате, как и диабетики, они должны избегать употребления продуктов с высоким гликемическим индексом, таких как белый хлеб, и часто использовать искусственные подсластители для придания продуктам сладости без влияния на уровень глюкозы в крови.

### Стоимость и срок годности
Стоимость и срок годности — многие подсластители дешевле сахара в конечной пищевой рецептуре, например, цикламат натрия, аспартам и сахарин. Подсластители часто имеют более низкую общую стоимость из-за их длительного срока хранения и высокой интенсивности подслащивания. Это позволяет использовать подсластители в продуктах, которые не испортятся через короткий промежуток времени.

## Безопасность
Регулирующие органы по безопасности пищевых продуктов в различных странах мира признают подсластители безопасными для человеческого здоровья в рамках адекватного уровня потребления. В Соединённых Штатах Управление по санитарному надзору за качеством пищевых продуктов и медикаментов (FDA) служит ориентиром для производителей и потребителей о дневных лимитах для использования высокоинтенсивных подсластителей. Производители не должны превышать показатель допустимой дневной дозы (ДДД). Перед разрешением на использование подсластителей, FDA рассматривает обзор всех имеющихся исследований и устанавливает допустимую суточную дозу, определяемую как количество в миллиграммах на килограмм веса тела в день (мг/кг веса тела в день), что указывает на то, что подсластитель высокой интенсивности не вызывает никаких опасений по поводу безопасности, если расчётное суточное потребление ниже, чем уровень допустимого суточного потребления. Этой же оценкой занимается Европейское агентство по безопасности продуктов питания (EFSA), Министерство здравоохранения Канады и прочие регулирующие органы в мире. EFSA, FDA и Министерство здравоохранения Канады заявляют: «ДДД — это количество вещества, которое считается безопасным для ежедневного употребления в течение всей жизни человека». Для стевии (в частности, стевиозидов) ДДД был определён Объединённым экспертным комитетом ФАО/ВОЗ по пищевым добавкам.

### Масса тела
Многочисленные обзоры пришли к выводу, что связь между массой тела и использованием непитательных искусственных подсластителей неубедительна. Наблюдательные исследования, как правило, показывают связь с высокой массой тела, в то время как рандомизированные контролируемые исследования вместо этого показывают небольшую причинную потерю веса. Прочие исследования пришли к выводу, что использование непитательных искусственных подсластителей вместо сахара снижает массу тела, поскольку, при грамотном применении, эти вещества позволяют снизить общую калорийность в продуктах питания.

### Ожирение
Существует мало доказательств того, что искусственные подсластители напрямую влияют на возникновение и механизмы ожирения, хотя потребление подслащённых продуктов связано с увеличением веса у детей. Некоторые предварительные исследования показывают, что потребление продуктов, изготовленных с добавлением искусственных подсластителей, связано с ожирением и метаболическим синдромом, снижением чувства сытости и нарушением метаболизма глюкозы, в основном из-за увеличения общего потребления калорий, хотя многочисленные факторы, влияющие на ожирение, остаются малоизученными по состоянию на 2021 год.

### Рак
Искусственные подсластители не вызывают рак. Многочисленные обзоры исследований не обнаружили связи между потреблением искусственных подсластителей и риском развития рака. Учёные FDA проанализировали научные данные, касающиеся безопасности аспартама и различных подсластителей в пищевых продуктах, и пришли к выводу, что они безопасны для населения в целом при определённых условиях.
В июле 2023 года учёные Международного агентства по изучению рака (МАИР) объявили аспартам (искусственный подсластитель) как «возможно канцерогенный для человека». Объединённый экспертный комитет ФАО/ВОЗ по пищевым добавкам пояснил, что данные МАИР являются ограниченными и не показывают причинно-следственной связи между потреблением подсластителя и риском развития рака у людей. Рассмотрев все доступные исследования, комитет пришёл к выводу, что аспартам по-прежнему является безопасным в рамках установленных допустимых норм потребления в 40 мг на кг массы тела в день.

### Микрофлора кишечника
Исследования показали, что некоторые искусственные заменители сахара могут оказывать негативное влияние на микрофлору кишечника. Тем не менее, авторы одного из исследований подчёркивают, что даже если это окажется правдой, это не означает, что сахар лучше, и что существует множество доказательств негативного воздействия сахара. Кроме того, в более отдалённых исследованиях мало доказательств того, что подсластители меняют микрофлору кишечника, а недавнее исследование, опубликованное 12 января 2021 года в журнале «Microbiome» показало, что употребление сахарина (искусственного подсластителя) само по себе недостаточно для изменения микрофлоры кишечника или вызывания непереносимости глюкозы у здоровых людей.

### Беременность
Были высказаны опасения по поводу потенциального присутствия некоторых низкокалорийных подсластителей в грудном молоке. Сукралоза была обнаружена в небольшом количестве в молоке матери, однако, поскольку в процессе метаболизма в кровоток всасывается лишь небольшое её количество, то уровни сукралозы, обнаруженные в грудном молоке, были крайне низкие и несущественные. Аспартам никогда не будет присутствовать в грудном молоке, потому что после употребления он быстро метаболизируется в аминокислоты — фенилаланин и аспарагиновую кислоту и небольшое количество метанола. В целом, независимо от типа, низкокалорийные подсластители считаются безопасными для употребления во время беременности и кормления грудью, поскольку документально подтверждено отсутствие побочных эффектов их потребления в рамках допустимого суточного потребления среди беременных и кормящих матерей, их плодов или кормящих детей.

### Сахарные спирты
Сахарные спирты, или полиолы, являются подслащивающими и наполняющими ингредиентами, используемыми в производстве пищевых продуктов и напитков. В качестве заменителя сахара они содержат меньше калорий (примерно от половины до трети калорий), чем сахар, медленно превращаются в глюкозу и не вызывают резкого повышения уровня глюкозы в крови.

### В сравнении с сахаром
Обзоры широкомасштабных исследований и мнение диетологов пришли к выводу, что умеренное потребление непитательных натуральных и искусственных подсластителей в качестве безопасной замены сахарозы может помочь похудеть за счёт ограничения потребления энергии и помочь в управлении уровнем глюкозы в крови. В 2023 году Всемирная организация здравоохранения (ВОЗ) опубликовало руководство по непитательным искусственным подсластителям, в котором было заявлено, что использование подсластителей не даёт какой-либо долгосрочной пользы в снижении жировых отложений у взрослых или детей, а также, возможно, длительное применение подсластителей приводит к диабету 2 типа и сердечно-сосудистым заболеваниям. Ранее, в 2022 году, ВОЗ упомянула, что эти выводы являются низкодостоверными, а причинно-следственной связи между болезнями и потреблением подсластителей обнаружено не было.